# Icelus perminovi
Icelus perminovi és una espècie de peix pertanyent a la família dels còtids. Fa 15,6 cm de llargària màxima i 50 g de pes. A les illes Kurils és depredat per Polypera simushirae. És un peix marí, demersal i de clima temperat que viu entre 175-900 m de fondària (normalment, entre 400 i 600). Es troba al Pacífic nord-occidental: des de Hokkaido (el Japó) fins al nord del mar d'Okhotsk, les illes Kurils i Kamtxatka. La seua esperança de vida és de 7 anys. És inofensiu per als humans.